# حقل غاز غولشن

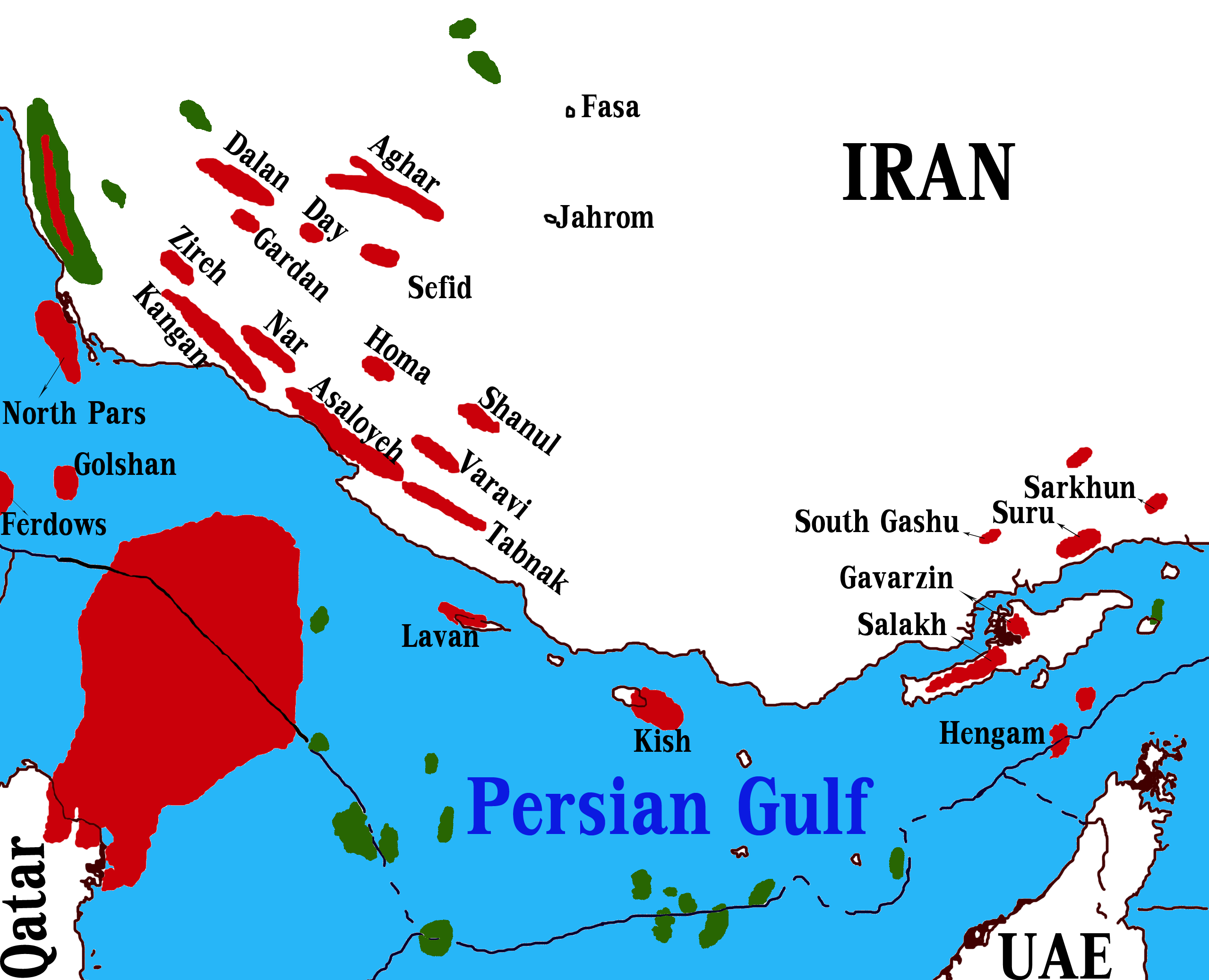
حقول الغاز الإيرانية

حقل غاز غُولشَن (بالفارسية: میدان گازی گلشن) هو واحد من الاكتشافات الأخيرة لشركة النفط الوطنية الإيرانية التي تقع على بعد حوالي 180 كم جنوب شرق بوشهر، على بعد 65 كم من الشاطئ في الخليج العربي. ويقدر حجم الغاز الموجود في الحقل (GIP) من 42 إلى 56 قدم مكعب.
في 26 ديسمبر 2007، تم توقيع عقد تطوير الحقل بين شركة النفط الوطنية الإيرانية وشركة SKS في ماليزيا، بحضور وزير البترول الإيراني.